# Лемещенко, Сергей Дмитриевич
Сергей Дмитриевич Лемещенко (29 декабря 1910 год, деревня Ручаёвка — 1 ноября 1998 год) — председатель колхоза имени Кирова Слуцкого района Минской области, Белорусская ССР. Герой Социалистического Труда (1966). Заслуженный зоотехник Белорусской ССР (1958).

## Биография
Родился в 1910 году в крестьянской семье в деревне Ручаевка (сегодня — Лоевский район, Гомельская область). Окончил Брагинский зоотехникум (1935). В 1938 году назначен заместителем начальника отдела животноводства Слуцкого райземотдела. Участвовал в Великой Отечественной войне. После демобилизации возвратился в Слуцк, где работал сотрудником, заведующим отдела животноводства, главным зоотехником райсельхозотдела, Слуцкой МТС и инспекции сельского хозяйства райисполкома.
В 1959 году избран председателем колхоза имени Кирова Слуцкого района. Вывел колхоз в число передовых сельскохозяйственных предприятий Слуцкого района. Под его руководством в колхозе была внедрены новые агрономические методы, в результате чего были достигнуты высокие производственные показатели в земледелии и животноводстве. Если в 1951 году колхоз сдал государству с каждого гектара в среднем по 14,2 центнера зерновых и 126 центнеров картофеля, то за годы семилетки (1959—1965) колхоз получил в среднем с каждого гектара 41 центнера зерновых, свыше 400 центнеров картофеля и около 1200 центнеров молока на 100 гектаров сельхозугодий. Указом Президиума Верховного Совета СССР от 22 марта 1966 года за проявленную трудовую доблесть и успехи в развитии животноводства, увеличении производства и заготовки сельскохозяйственной продукции удостоен звания Героя Социалистического Труда с вручением ордена Ленина и золотой медали «Серп и Молот».
Скончался в 1998 году.
Сочинения
Щедрость свекловичного поля: [Опыт колхоза им. Кирова Слуц. р-на Мин. обл.] / С. Д. Лемещенко; [Лит. запись В. Ф. Николайчука]. — Минск : Ураджай, 1987. — 23,[1] с. : ил.; 20 см.

## Награды
- Орден Ленина
- Орден Октябрьской Революции
- Орден Трудового Красного Знамени — трижды